# Arthur Szarvassi

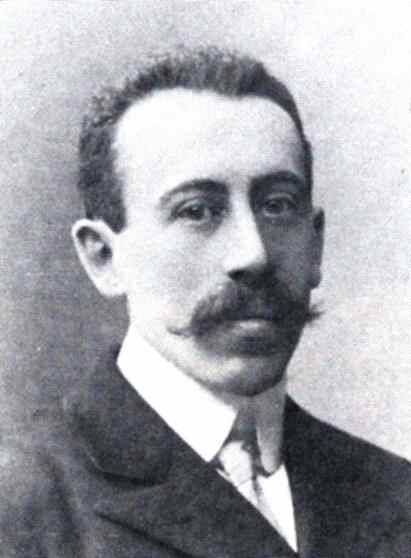
Arthur Szarvassy (1908)

Arthur Szarvassy (* 1873 in Wien; † 1919 ebenda) war ein österreichischer theoretischer Physiker.

## Leben
Arthur Szarvassy studierte an der Universität Wien. Er promovierte 1898 mit einer Dissertation „Über die Drehung der Polarisationsebene des gebeugten Lichts“, die er unter der Leitung von Franz Serafin Exner ausgeführt hatte und die einzige experimentelle Arbeit des Theoretischen Physikers blieb. Danach war er drei Jahre Assistent bei Gustav Jäger an der außerordentlichen Lehrkanzel für theoretische Physik. 1901 ging er zu Gustav Jaumann an die Deutsche Technische Hochschule Brünn und wurde dort 1903 Adjunkt am Physikalischen Institut. Er habilitierte sich 1905 auf Grund einer theoretischen Arbeit Über elektromotorische Kräfte und die reversiblen Wärmetönungen des elektrischen Stromkreises. Im gleichen Jahr erhielt er eine Honorardozentur für Meteorologie und Klimatologie. In der Folge wurde er zum außerordentlichen Professor für Physik an der Technischen Hochschule in Brünn ernannt.
Er starb 1919, 46-jährig in Wien, kurz vor seiner vorgesehenen Ernennung zum Ordinarius. Er wurde am Ober Sankt Veiter Friedhof bestattet.

## Bedeutung
Lise Meitner, die bei ihm für die Abiturprüfung die Anfänge der theoretischen Physik erlernte, bezeichnete ihn als ihren ersten „wahren“ Lehrer und als einen außerordentlich stimulierenden Tutor. Der wissenschaftliche Schwerpunkt seines Interesses war die elektromagnetische Theorie bewegter Medien. 1902 erschien seine Arbeit über die magnetischen Wirkungen einer elektrisierten rotierenden Kugel, der zahlreiche Arbeiten über elektromagnetische Erscheinungen folgten. 1908 wandte er sich der relativistischen Elektrodynamik zu, mit der er anfangs als überzeugter Schüler Ernst Machs Schwierigkeiten hatte. 1910 veröffentlichte er die Grundlagen der statistischen Mechanik, 1911 Das Prinzip der Erhaltung der Energie und die Theorie der elektromagnetischen Erscheinungen an bewegten Körpern und 1918 die Arbeit Über das Bohrsche Atommodell.

## Schriften(Auswahl)
- Magnetischen Wirkungen einer elektrisierten rotierenden Kugel (1902)
- Über die Grundlagen der statistischen Mechanik, 1910
- Das Prinzip der Erhaltung der Energie und die Theorie der elektromagnetischen Erscheinungen an bewegten Körpern 1911
- Über das Bohrsche Atommodell.  1918